# Jaromír Jemnický
Jaromír Jemnický (okolo 1100 – 1138) byl syn českého knížete Bořivoje II. a Helbirgy Babenberské.
Jaromír se věrohodně objevuje ve zprávě z roku 1132, kdy velel českému sboru, který doprovázel římskou jízdu Lothara III. z Würsburgu. Lotharův sbor vyslaný do Itálie nebyl příliš silný, protože král zanechal část vojska v říši. Mezi členy římské jízdy bylo také 300 jezdců z Čech pod velením syna Bořivoje II.
Podle pověsti byly Jaroměřice nad Rokytnou založeny knížetem Jaromírem. V roce 1131 prý ve zdejších lesích ulovil jelena a na počest úspěšného lovu nechal vystavět město. Jelen se pak stal symbolem města. Písemné prameny dokládají vznik tvrze s větším sídlištěm až na počátku 14. století.
Jsou známy dvě teorie, proč se město jmenuje Jaroměřice. Jedna se přiklání k tomu, že kníže Jaromír nechal město vystavět až po měření, které proběhlo na jaře, druhá, také související s legendou, chápe název města jako odvozeninu od jména knížete Jaromíra.
Ladislav Hosák uvádí: „U Jaroměřic není vyloučena souvislost s knížetem Jaromírem, synem Bořivoje II. (1112); pak by ovšem jméno Jaroměřic bylo dokladem údělného knížectví jemnického, totiž jeho existencí.“